# Autoritat Monnet
L'Autoritat Monnet va ser la primera Alta Autoritat de la Comunitat Europea del Carbó i de l'Acer (CECA), que entre 1952 i 1955 fou presidida pel francès Jean Monnet.

## Nomenament
El 10 d'agost de 1952 Monnet fou nomenat President de l'Alta Autoritat, desenvolupant el seu càrrec fins al 3 de juny de 1955. Monnet renuncià el 5 de maig d'aquell any, tot i que finalment ocupà la presidència fins al 3 de juny, a conseqüència del seu fracàs en l'organització de la Comunitat Europea de Defensa.

## Composició
L'Alta Autoritat, amb seu a la ciutat de Luxemburg, constava de nou membres, un per cadascun dels petits estats del Benelux i dos dels Estats més grans (França, Alemanya i Itàlia). Tot i aquesta norma, en l'Autoritat Monnet hi havia dos membres de Bèlgica i un d'Itàlia. Els membres integrants de l'autoritat representaven l'interès general de la Comunitat i estaven assistits per un comitè consultiu. Cada membre participa en una sèrie d'àmbits, en col·laboració amb altres membres, i cadascú dirigia una d'aquestes àrees.
| Àrees | Membres          | Estat         |
| --- | ---------------- | ------------- |
| President de la CECA | Jean Monnet      | França        |
| Vicepresident; mercat interior, tractats i transports; Relacions exteriors; premsa i informació; i assumptes socials        | Franz Etzel      | Alemanya      |
| Vicepresident, política interna; premsa i informació; mercat interior, tractats i transport                                 | Albert Coppé     | Bèlgica       |
| Assumptes socials i qüestions administratives                                                                               | Paul Finet       | Bèlgica       |
| Relacions externes; mercat interior, tractats i transports                                                                  | Dirk Spierenburg | Països Baixos |
| Finances, inversions i producció; política interna instruccions de grup; mercats, tractats i transport; premsa i informació | Léon Daum        | França        |
| Premsa i informació; política interna; finances, inversions i producció; instruccions de grup                               | Enzo Giacchero   | Itàlia        |
| Política interna; Finances, inversions i producció; qüestions administratives; instruccions de grup                         | Heinz Potthof    | Alemanya      |
| Finances, inversions i producció; Assumptes socials; relacions exteriors; qüestions administratives; instruccions de grup   | Albert Wehrer    | Luxemburg     |